# 더글러스 DC-3

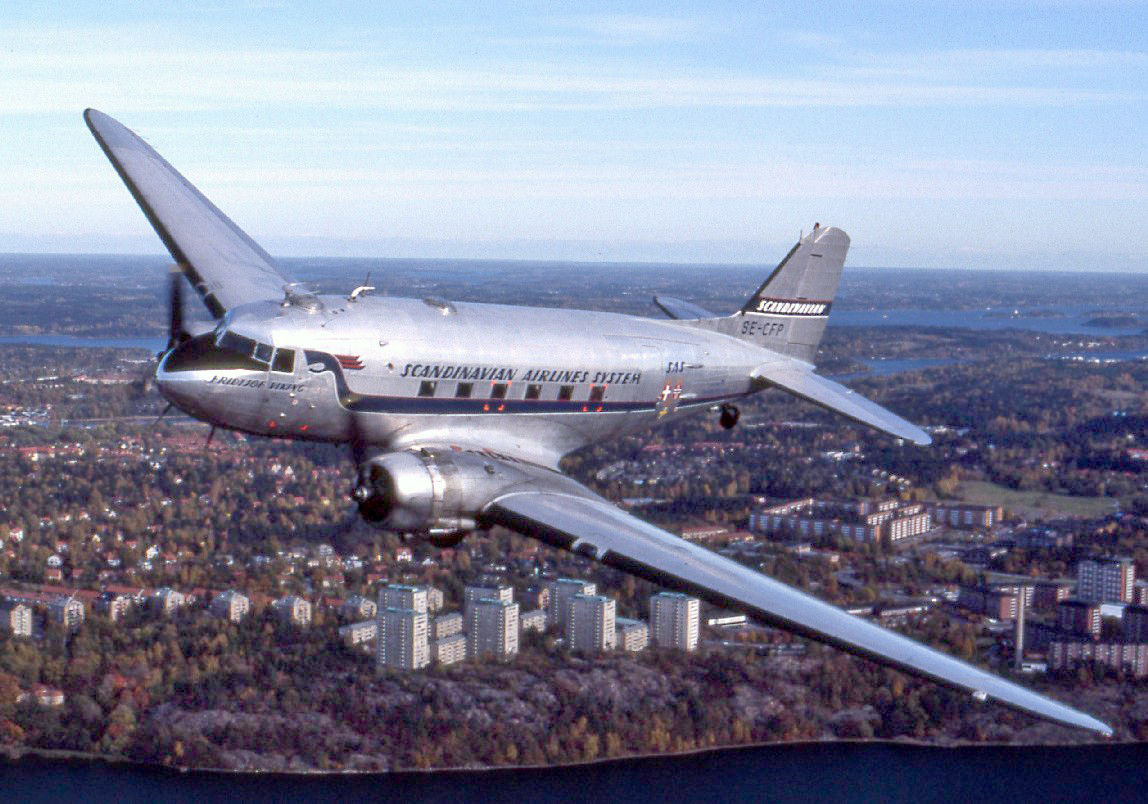
스웨덴 상공을 운행중인 스칸디나비아 항공의 더글러스 DC-3 (1989년 10월)

더글러스 DC-3(영어: Douglas DC-3)는 1936년 맥도넬 더글러스사가 제작한 쌍발 프로펠러 여객기이며, 하늘을 나는 기차라는 별명을 가진 항공기이다.
1935년 12월 17일에 처음 비행하였으며, 많은 인원을 한꺼번에 수송하는 데에 필요한 항공기의 시초로 볼 수 있으나 주로 단거리 전용노선이나 국내선에 많이 투입되기도 하였으며 항공기가 조금 뒤로 기울어져 있는 것이 눈에 띄는 특징으로 볼 수 있다.

## 제원
- 폭: 29m
- 길이: 19.7m
- 높이: 4.95m
- 최대 이륙중량: 11,800kg
- 엔진: 2기
- 최대 항속거리: 1,848km
- 최대 속도: 341km
- 최대 좌석수: 32석

## 사건 및 사고
- 제2차 세계 대전 중인 1943년 6월 1일에 벌어진 영국해외항공 777편 격추사건으로 인해 DC-3기의 탑승객, 승무원 전원 사망하였다.
- 1958년 2월 16일 국영 항공사 대한항공공사 소속 창랑호 여객기가 평양순안국제공항에 납치되었다.
- 1969년 1월 2일, 화롄 공항을 출발해 타이둥 공항을 거쳐 가오슝 국제공항으로 향하던 중화항공 227편인 더글러스 DC-3 항공기가 푸쿠산에 충돌해 승객과 승무원을 포함해 24명 전원 사망했다.

## 같이 보기
- 더글러스 DC-4
- KLM 777편 격추 사고
- 창랑호 납북 사건
- 중화항공 227편